# 格林尼治報時信號

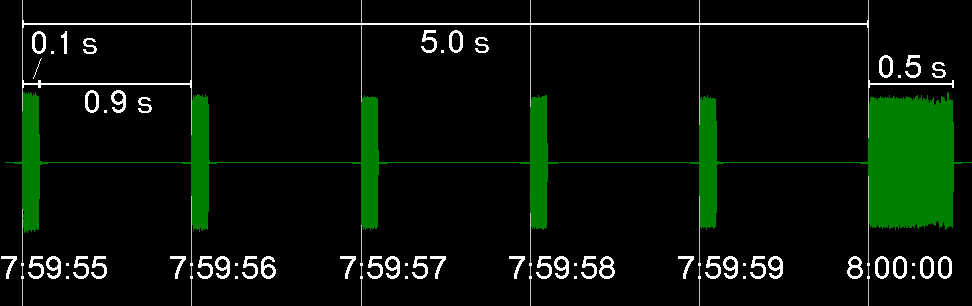
格林尼治報時信號圖示

格林尼治報時信號（英語：The Greenwich Time Signal）是英國廣播公司電台以協調世界時（格林尼治標準時間）為基準，間隔1秒所發送的6個短音系列訊號。該訊號系統在1924年時首次傳送，並且自1990年開始改由英國廣播公司負責信號設定工作。信號的功能是為了能夠精確標記每個小時，藉由數位廣播來作為確認時間是否有延後的校準工具。
英國作曲家大卫·罗伊為BBC新聞製作的片頭主題音樂（BBC countdown），即以格林尼治報時信號為主要元素。

## 外部連結
- http://www.miketodd.net/other/gts.htm （页面存档备份，存于）
- https://web.archive.org/web/20080924054512/http://www.radionetherlands.nl/features/media/practical/time.html
- http://www.clockco.co.uk/article_info.php?articles_id=15%5B%5D